# Bayou (kraina)

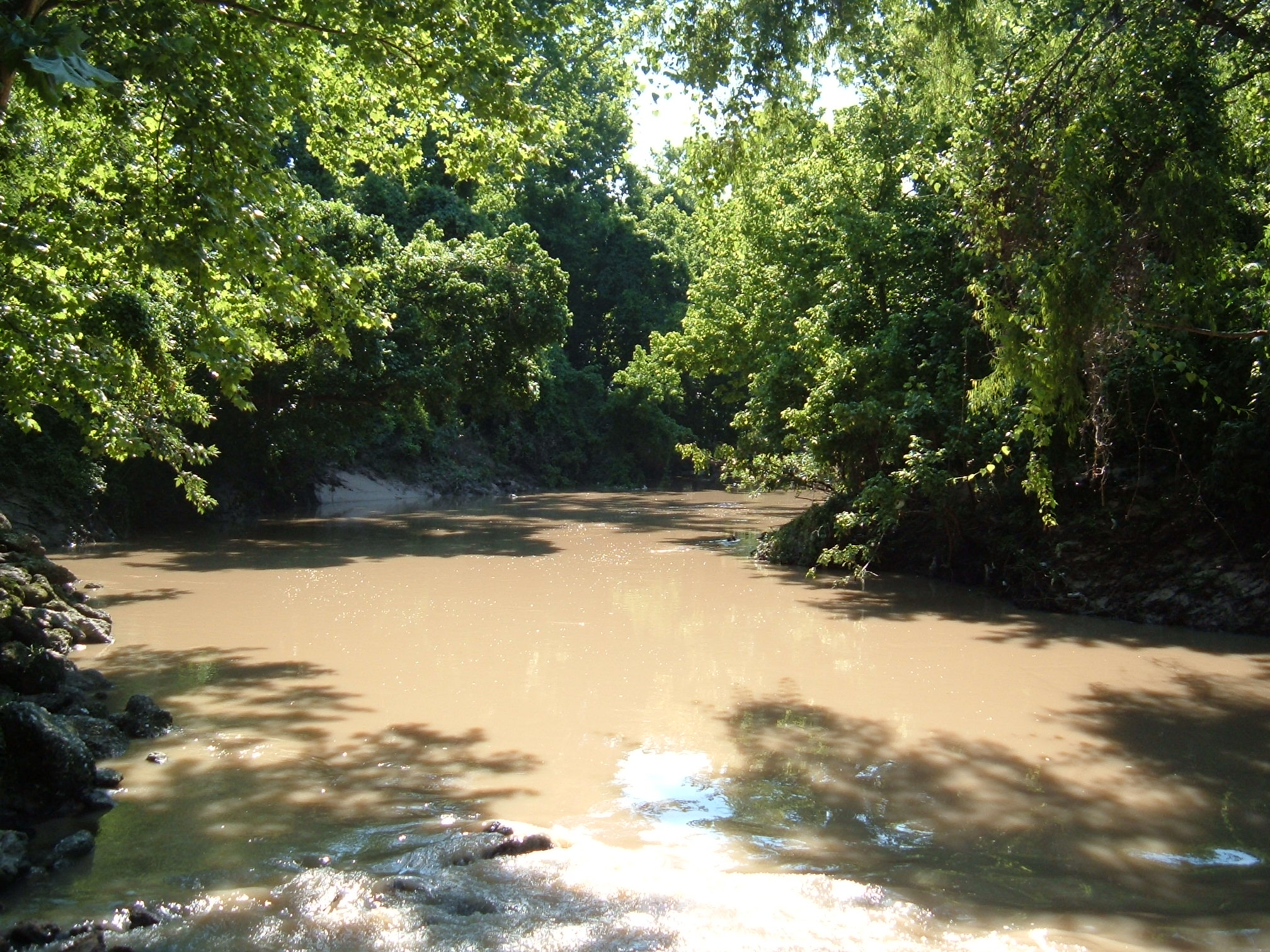
Bayou w południowym Teksasie

Bayou (czytaj: bajú) nazwa regionu w delcie rzeki Missisipi, w stanie Luizjana, (USA). Także nazwa starorzeczy na wybrzeżu Zatoki Meksykańskiej. Nazwa pochodzi z dialektu cajun (zapożyczona z języka Indian Choctaw: bayuk - rzeczka). 
Nazwa została po raz pierwszy użyta przez Francuzów w Luizjanie jako określenie starorzeczy Missisipi, tworzących gęstą sieć żeglownych dróg wodnych o łącznej długości tysięcy kilometrów. Bayou to wolno płynące (o zmiennym kierunku spływu wody, w zależności od przypływów i odpływów morza) lub stojące wody, przecinające przeważnie jednogatunkowe bagienne lasy cypryśnikowe w południowej części Luizjany, Alabamy, Missisipi i Teksasu, np. Bayou Plaquemine, Bayou Mouchoir de l'ours, Bayou Lafourche. 
Od nazwy starorzeczy zaczęto nazywać cały region, zamieszkany głównie przez francuskojęzyczną grupę etniczną Cajun. Region Bayou wyróżnia się bogatą fauną: oprócz licznych gatunków ptaków, ryb i skorupiaków, żyją tu aligatory i baribale cynamonowe.